# Kumenan
Kumenan (久米南町, Kumenan-chō) est un bourg du district de Kume, dans la préfecture d'Okayama, au Japon.

## Géographie

### Démographie
Au 1er février 2015, la population de Kumenan s'élevait à 4 990 habitants répartis sur une superficie de 78,65 km2.